# Elizabeth Bryant
Elizabeth Bangs Bryant (Cambridge, 7 aprile 1875 – Cambridge, 6 gennaio 1953) è stata un'aracnologa statunitense.
Allieva dell'entomologo e aracnologo James Henry Emerton, scoprì dai primi anni una predilezione per le ricerche sul campo e per il mondo dei ragni.
Ha lavorato al Museum of Comparative Zoology di Cambridge, dove scrisse il suo primo lavoro nel 1908. A consacrarla come osservatrice diligente e scrupolosa nel variegato mondo dei ragni fu la relazione sulla spedizione ad Antigua e Barbados del 1923.
Pur con mezzi non proprio all'altezza degli studi da compiere (l'illuminazione del microscopio proveniva da un faretto di automobile modificato), la sua diligenza e precisione nel riportare i dettagli ne fecero ben presto un punto di riferimento nel campo.

## Taxa descritti
Di seguito, alcuni dei taxa descritti:
- Allodecta Bryant, 1950, ragno (Salticidae)
- Anasaitis Bryant, 1950, ragno (Salticidae)
- Antillognatha Bryant, 1945, ragno (Tetragnathidae)
- Hispanognatha Bryant, 1945, ragno (Tetragnathidae)
- Dinattus Bryant, 1943, ragno (Salticidae)
- Modisimus fuscus Bryant, 1948, ragno (Pholcidae)
- Paradecta Bryant, 1950, ragno (Salticidae)

## Denominati in suo onore
- Bryantella (Chickering, 1946), ragno (Salticidae)
- Bryantina (Brignoli, 1985), ragno (Pholcidae)

## Pubblicazioni
- 1908 List of Araneina in Fauna of New England, 9. Occ. Pap. Boston Soc. Nat. Hist., vol. 7, pp. 1–105.
- 1923 Report on the spiders collected by the Barbados-Antigua Expedition from the University of Iowa in 1918. Univ. Iowa Stud. in Nat. Hist., vol. 10, pp. 10–16.
- 1930 A revision of the American species oi the genus Ozyptila. Psyche, vol. 37, pp. 375–391.
- 1930 New species of the genus Xysticus, (Arachnida). Ibid., vol. 37, pp. 132–140.
- 1931 Notes on North American Anyphaeninae in the Museum of Comparative Zoology. Ibid., vol. 38, pp. 102–126.
- 1933 New and little known spiders from the United States. Bull. Mus. Comp. Zool., vol. 74, pp. 171–193.
- 1933 Notes on types of Urquhart's spiders. Rec. Canterbury Mus., vol. 4, pp. 1–27.
- 1934 New Lycosidae from Florida. Psyche, vol. 41, pp. 38–41.
- 1935 Notes on some of Urquhart's species of spiders. Rec. Canterbury Mus., vol. 4, pp. 53–70.
- 1935 Some new and little known species of New Zealand spiders. Ibid. vol. 4, pp. 71–94.
- 1935 A few southern spiders, Psyche, vol. 42, pp. 73–83.
- 1935 A rare spider. Ibid. vol. 42, pp. 163–166.
- 1936 New species of southern spiders. Ibid., vol. 43, pp. 87–100.
- 1936 Descriptions of some new species of Cuban spiders. Mem. Soc. Cubana Hist. Nat., vol. 10, pp. 325–332.
- 1938 Spiders in the Museum of Comparative Zoology, Harvard Alumni Bull., Feb. 25.
- 1940 Notes on Epeira pentagona Hentz. Psyche, vol. 47, pp. 60–65 (with A. F. Archer).
- 1940 Cuban spiders in the Museum of Comparative Zoology. Bull. Mus. Comp. Zool., vol. 86, pp. 247–532.
- 1941 Notes on he spider fauna of New England. Psyche, vol. 48, pp. 129–146.
- 1942 Notes on the spiders of the Virgin Islands. Bull. Mus. Comp. Zool., vol. 89, pp. 317–363.
- 1942 Additions to the spider iauna of Puerto Rico. Jour. Agr. Univ. Puerto Rico, vol. 26, pp. 1–19.
- 1942 Descriptions of certain North American Phidippus (Araneae). Amer. Midland Nat., vol. 28, pp. 693–707.
- 1943 The salticid spiders of Hispaniola. Bull. Mus. Comp. Zool., vol. 92, pp. 443–522.
- 1943 Notes on Dictyolathys maculata Banks (Araneae: Dictynidae). Psyche, vol. 50, pp. 83–86.
- 1944 Three species of Coleosoma from Florida (Araneae: Theridiidae). Ibid., vol. 51, pp. 51–58.
- 1945 The Argiopidae of Hispaniola. Bull. Mus. Comp. Zool., vol 95, pp. 357–418.
- 1945 Notes on some Florida spiders. Trans. Connecticut Acad. Sci., vol. 36, pp. 199–213.
- 1945 Some new and little known southern spiders, Psyche, vol. 52, pp. 178–192.
- 1946 The genotype of Mimetus Hentz. Ibid., vol. 53, p. 48.
- 1947 A list of spiders from Mona Island with descriptions of new and little known species. Ibid., vol. 54, pp. 86–89.
- 1947 Notes on spiders from Puerto Rico. Ibid., vol. 54, pp. 183–193.
- 1948 The spiders of Hispaniola. Bull. Mus. Comp. Zool., vol. 100, pp. 329–447.
- 1948 Some spiders from Acapulco, Mexico. Psyche, vol. 55, pp. 55–77.
- 1949 The male of Prodidomus rufus Hentz (Prodidomidae, Araneae). Ibid., vol. 56, pp. 22–25.
- 1949 A new genus and species of Theridiidae rom eastern Texas (Araneae). Ibid., vol. 56, pp. 66–69.
- 1949 The "Iris spider" of Kent Island. Bull. Ninth Annual Rep., Bowdoin Sci. Sta. no. 11, pp. 14–15
- 1949 Acanthepeira venusta (Banks) (Araneae). Psyche, vol. 56, pp. 175–179.
- 1950 The salticid spiders of Jamaica. Bull. Mus. Comp. Zool., vol. 103, pp. 161–209.
- 1951 Redescription of Cheiracanthium mildei L. Koch, a recent spider immigrant from Europe. Psyche, vol. 58, pp. :20-123.